# 環狀星雲
環狀星雲（M 57，NGC 6720）是位於北半球天琴座的一個行星狀星雲。這種天體是紅巨星在成為白矮星之前的演化過程中的最後階段，將氣體殼驅逐到周圍並電離所形成的天體。

## 歷史
這個星雲是法國天文學家查爾斯·梅西耶在1779年1月下旬搜尋彗星時發現的。兩週後，關於梅西耶獨立發現波德彗星（C/1779 A1）的報告傳到了法國天文學家安托萬·達奎爾·德·佩萊波瓦的手中，隨後，他在追跡彗星的過程中獨立地重新發現了這個星雲。達爾基耶後來報導說，它「......和木星一樣大，就像一顆正在消失的行星」（這可能是長久以來使用「行星狀星雲」這個術語的原因）。梅西耶將它編入梅西耶目錄，作為第57個天體。梅西耶和德國出生的天文學家威廉·赫歇爾推測，該星雲是由多顆微弱的恆星形成的，但這些恆星無法用他們的望遠鏡解析。
在1800年，德國天文學家弗里德里希·馮·哈恩宣佈，他幾年前發現了環狀星雲的核心有顆微弱的中央恒星。他還注意到環的內部發生了變化，他再也找不到中央的恆星。在1864年，英國業餘天文學家威廉·哈金斯檢查了多個星雲的光譜，發現了一些這類的天體，包括M57，有一些明亮的發射線，是發出螢光的發光氣體。哈京斯得出結論，大部分的行星狀星雲不是由不能解析的恆星組成，而之前都懷疑它們不是雲氣。在1886年，匈牙利天文學家尤金·馮·戈達德（英語：Eugene von Gothard）首度拍攝到環狀星雲的第一張照片。

## 觀測

M57（黑色圓圈）在天琴座的位置。

M57位於構成夏季大三角星群西北頂角明亮的織女星南方。星雲位於天琴座β和天琴座γ之間，距離β40%處，使它成為業餘天文學家極易找到的目標。
星雲盤面只有1.5 × 1 角分s的大小，因此無法用10 × 50 的雙筒望遠鏡解析。最適合觀測的望遠鏡口徑至少要有20 cm（8英寸），但即使是口徑只有7.5 cm（3英寸）的望遠鏡也可以看出他的橢圓環形狀。內部的孔洞可以用口徑10 cm（4英寸），100 X的放大解析出來。更大的儀器將能顯示在東部和西部邊緣的幾個暗區，和盤面內部的一些暗弱的雲氣。中心恆星只有14.8等，因此難以看見。

## 性質
M57距離地球0.7 kpc（2,300光年），它的視星等8.8，攝影星等9.7。由過去50年拍攝的照片顯示星雲的膨脹速率大約是每世紀1角秒，相當於每秒20-30公里。M57是由視星等15.75的中心白矮星或行星狀星雲核照亮，它的質量大約是1.2 太陽質量。
這個星雲的內部全體泛著藍綠色調，這是雙電離氧的495.7和500.7奈米 發射譜線造成的。這些觀察到所謂的禁線只發生在每立方釐米只有幾個原子的極低密度條件。在環的外面區域，紅色部分是屬於氫的來曼系 656.3奈米的發射譜線。電離氮或[N II]在654.8和658.3奈米的禁線也有助於紅色的呈現。

## 圖集

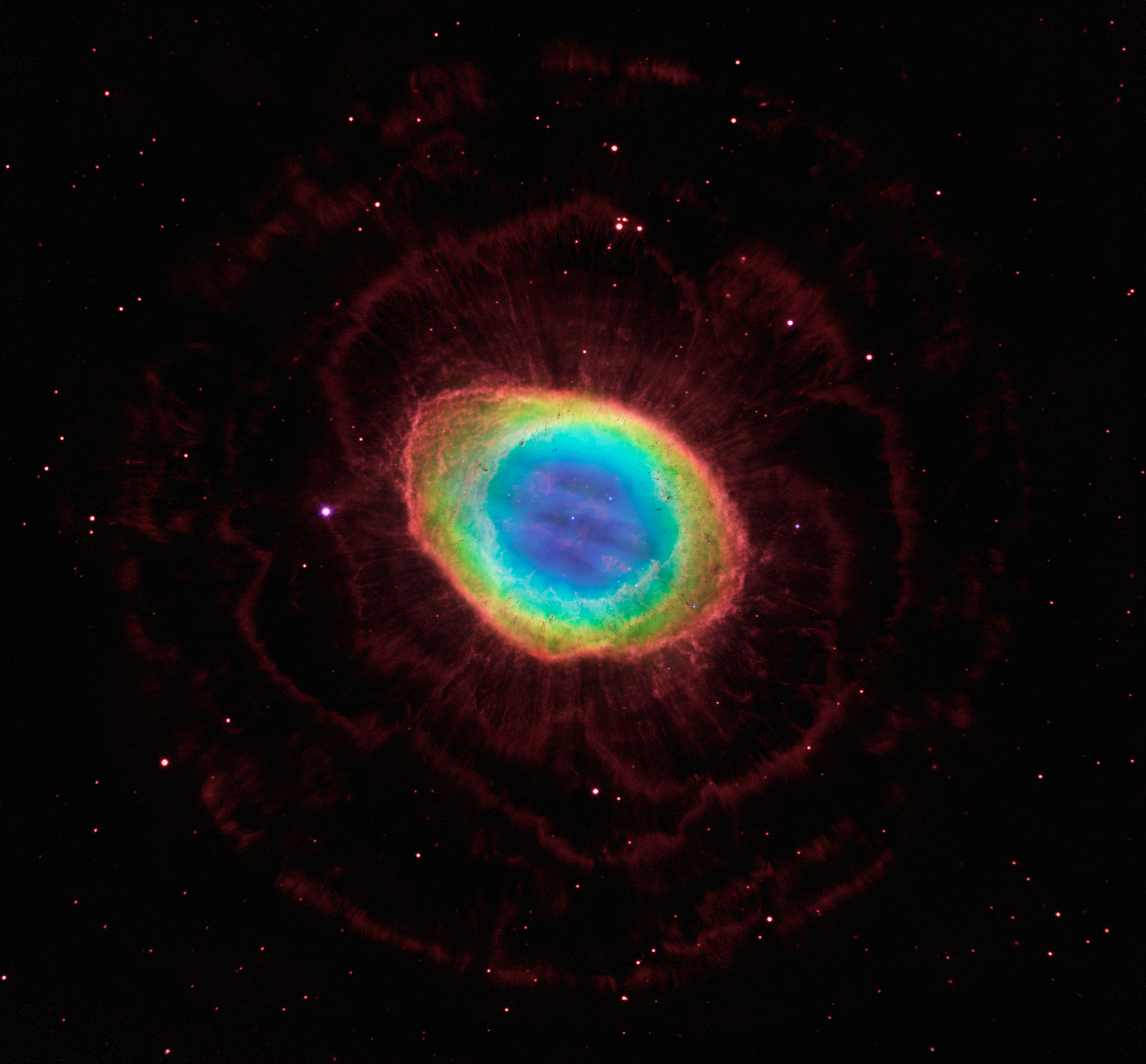
哈伯太空望遠鏡拍攝的環狀星雲。
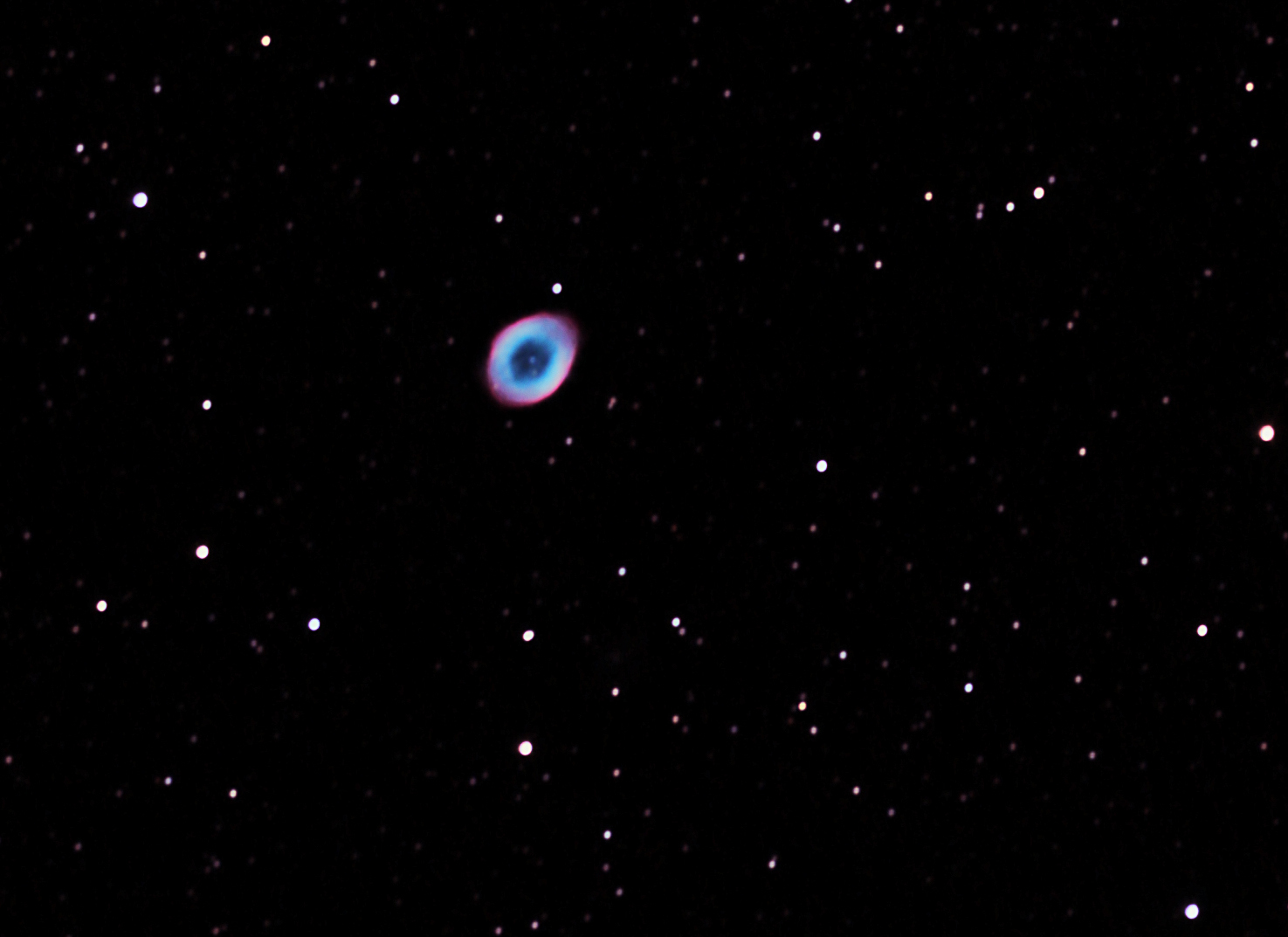
DSLR相機捕獲的環狀星雲。
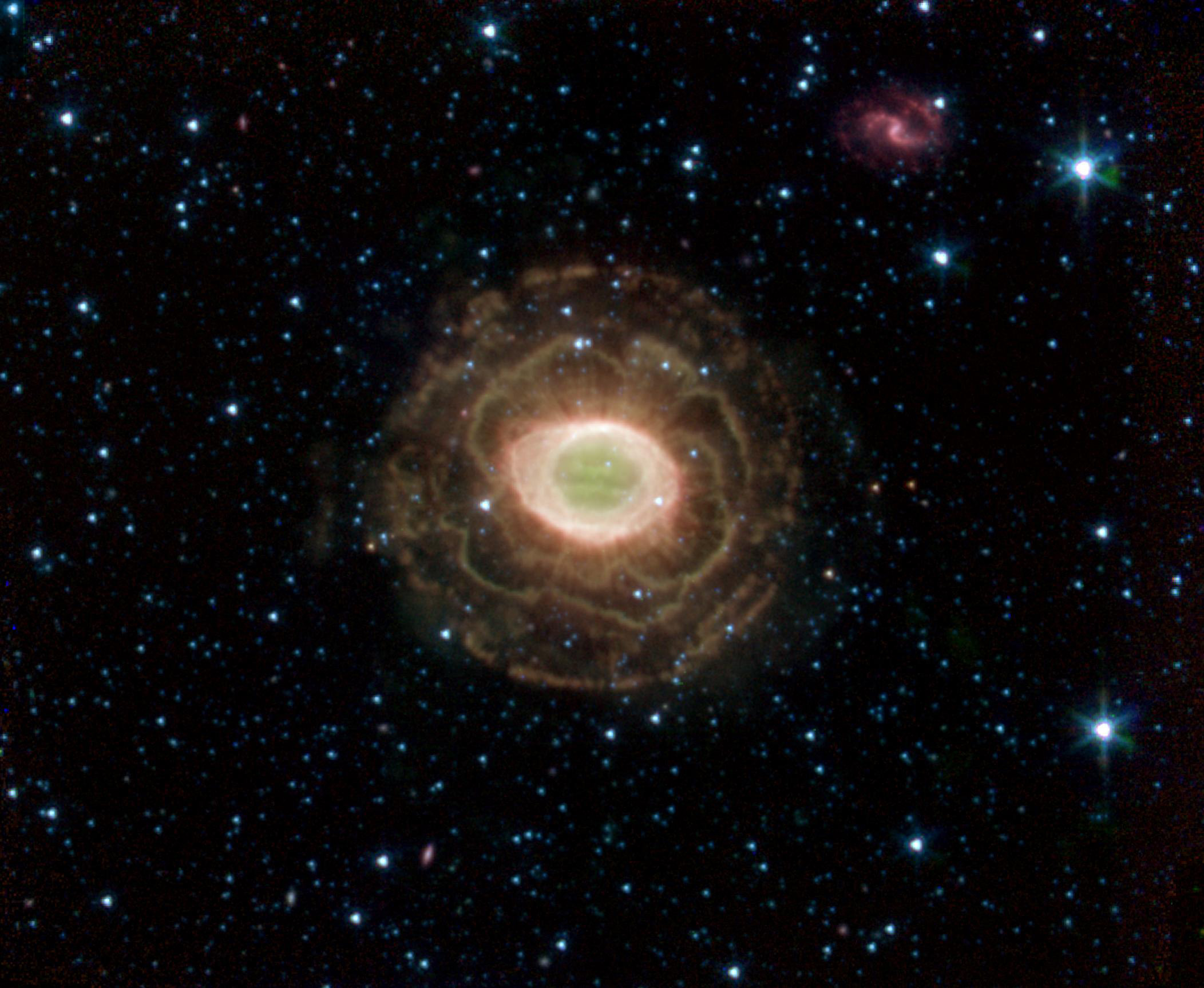
紅外線的環狀星雲。

## 註解
1. ^ 半徑 = 距離 × sin(角直徑 / 2) = 2.3+1.5
−0.7 kly * sin(230″ / 2) = 1.3+0.8
−0.4 ly
2. ^ 8.8 (視星等) − 5 × (log10(700+450
−200 pc distance / 10 pc)) = −0.2+0.7
−1.8 (絕對星等)

## 外部連結
- WorldWide Telescope
  - go to M57 (The Ring Nebula) in WWT
- M57: Calar Alto Observatory
- SEDS: Messier Object 57 （页面存档备份，存于）
- Astronomy Picture of the Day
  - Infrared Ring Nebula （页面存档备份，存于） 2005 March 11
  - Ring Nebula Deep Field （页面存档备份，存于） 2009 November 6
  - M57: The Ring Nebula （页面存档备份，存于） 2009 November 15
  - The Scale of the Universe （页面存档备份，存于） (Astronomy Picture of the Day 2012 March 12)
- NightSkyInfo.com – The Ring Nebula （页面存档备份，存于）
- M57 The Ring Nebula in Lyra
- M57 at ESA/Hubble （页面存档备份，存于）
- Szymanek, Nik; Lawrence, Pete. . Deep Sky Videos. Brady Haran.   [2016-04-29]. （原始内容存档于2020-07-02）.
- WikiSky上关于The Ring Nebula的内容：DSS2, SDSS, GALEX, IRAS, 氢α, X射线, 天文照片, 天图, 文章和图片

- Ring Nebula (M57) at Constellation Guide （页面存档备份，存于）